# Adrien Guérard de La Quesnerie
Adrien Jacques Nicolas Guérard de La Quesnerie, né à Rouen le 28 octobre 1776 et mort à Saint-André-sur-Cailly le 19 septembre 1849, est un agronome français.

## Biographie
Fils du juriste Amable-Guillaume Guérard de La Quesnerie (1775-1799), tout en exerçant les fonctions de juge de paix de son canton, il passa la plus grande partie de sa vie à faire valoir une propriété qu’il possédait à Cailly. S’étant livré entièrement aux études agricoles, il devint l’un des agronomes qui contribuèrent le plus au progrès de l’agriculture normande.
Il aimait surtout à essayer les nouvelles cultures et son département lui doit l’introduction de nouvelles cultures telles que la pomme de terre dite tardive d’Irlande, celle dite longue-naine hâtive d’Angleterre et plusieurs variétés de blé, notamment le blé de Talavera, le blé Pictet, le chêne quercitron, le chou Collet de Belgique, etc. L’un des premiers, il préconisa la culture de la betterave et de la carotte en lignes et il adopta l’assolement triennal dans sa ferme.
Appartenant déjà à la Société centrale d'agriculture de Paris ainsi qu’à la Société centrale d’agriculture de la Seine-Inférieure au rétablissement de laquelle il contribua en 1819, Guérard de La Quesnerie fut reçu membre de l’Académie de Rouen en 1824.
L’Annuaire agricole qu’il avait publié ne fut pas sans influence sur l’essor que prit l’agriculture à cette époque.

## Publications
- Rapport fait par M. Guérard de La Quesnerie, à la séance publique de la Société d'agriculture du département de la Seine-Inférieure, sur l'avant-soc inventé par M. Paul Hanin, Rouen, F. Marie, (1820)
- Annuaire agricole du département de la Seine-Inférieure, ou Étrennes aux cultivateurs, par M. G. D… [Guérard de La Quesnerie] pour l'année 1822, Rouen, F. Marie, 1822
- Comices agricoles de Cailly (Seine-Inférieure). Séance du 17 septembre 1836, Rouen, F. Marie, 1836

## Sources
- Théodore-Éloi Lebreton, Biographie rouennaise, Rouen, Le Brument, 1865, p. 169
- Édouard Frère, Manuel du bibliographe normand, Rouen, A. Le Brument, 1858-1860, p. 158